# Stazione di Paola
Stazione di Paola vasútállomás Olaszországban, Paola településen.

## Vasútvonalak
Az állomást az alábbi vasútvonalak érintik:
- Battipaglia–Reggio di Calabria-vasútvonal
- Paola-Cosenza-vasútvonal

## Kapcsolódó állomások
A vasútállomáshoz az alábbi állomások vannak a legközelebb:
- Stazione di San Lucido Marina
- Stazione di Fuscaldo
- Stazione di San Lucido